# Liste des épisodes d'Il était une fois... les Amériques
Liste des épisodes de Il était une fois... les Amériques avec leurs résumés.

## Résumés

### Lespremiers Américains
- Numéro(s) : 1 (4.1)
- Scénariste(s) :
- Réalisateur(s) :
- Diffusion(s) :
  -  France : 9 septembre 1992 sur France 3
- Résumé : Il y a 40 000 ans, l'ère glaciaire rendait le climat de la Terre plus froid et le niveau des mers était plus bas de 120 mètres. En Sibérie orientale, à l'extrême-est de l'Asie, des tribus vivent dans des conditions difficiles. Au fil du temps, suivant les troupeaux, ils traversent la Béringie à pied, et deviennent les premiers habitants du continent américain.
- [vidéo] « Il était une fois... Les Amériques - Les premiers Américains (épisode 1 - intégral) », sur YouTube

### Les chasseurs
- Numéro(s) : 2 (4.2)
- Scénariste(s) :
- Réalisateur(s) :
- Diffusion(s) :
  -  France : 16 septembre 1992 sur France 3
- Résumé : Il y a 15 000 ans, l'ère glaciaire touche à sa fin et la migration des premiers américains se poursuit. La tribu dirigée par Pierre s'installe dans l'actuel Montana. En -13 000, les amérindiens se dispersent à travers tout le continent. Certains se retrouvent sur le site de Clovis, dans le Nouveau-Mexique. Malgré la disparition des grands mammifères, la chasse reste la principale source de nourriture, grâce aux troupeaux de bisons.
- [vidéo] « Il était une fois... Les Amériques - Les chasseurs (épisode 2 - intégral) », sur YouTube

### Les conquérants du Grand Nord
- Numéro(s) : 3 (4.3)
- Scénariste(s) :
- Réalisateur(s) :
- Diffusion(s) :
  -  France : 23 septembre 1992 sur France 3
- Résumé : En 3 000 av. J-C, les ancêtres des inuits s'installent dans le nord-ouest du continent américain. Ils y mènent une des vies les plus difficiles en raison du climat. En l'an 500, le peuple Thulé, habite dans le nord-ouest, en Alaska. En 900, ils migrent vers l'est, jusqu'au Groenland. En 1012, ils rencontrent l'expédition du viking Thorfinn Karlsefni.
- [vidéo] « Il était une fois... Les Amériques - Les conquérants du Grand Nord (épisode 3 - intégral) », sur YouTube

### La Terre Promise
- Numéro(s) : 4 (4.4)
- Scénariste(s) :
- Réalisateur(s) :
- Diffusion(s) :
  -  France : 30 septembre 1992 sur France 3
- Résumé : Vers 1800 av. J-C, d'autres amérindiens s'installent dans la région d'Amérique du Nord située entre les Rocheuses et la Sierra Nevada. Quelques siècles plus tard, vers -1000, le peuple Haïda s'installe au bord de la côte ouest. Leur condition de vie est une des meilleures parmi les peuples vivants sur ce continent à l'époque.
- Anecdotes : le potlatch fut interdit au XXe siècle

### Les bâtisseurs deTumulus
- Numéro(s) : 5 (4.5)
- Scénariste(s) :
- Réalisateur(s) :
- Diffusion(s) :
  -  France : 7 octobre 1992 sur France 3
- Résumé : En 150 av. J-C, les Hokans vivent en Arizona. Pour s'adapter au climat aride, ils développent l'irrigation et la culture en terrasse. À l'an mille, leurs descendants, les Anasazis, vivent dans la région des Quatre Coins. Pierre, Le Gros et leur famille vivent dans la ville de Mesa Verde, où leurs innovations leur permettent de vivre aisément.
- Anecdotes : vers 1160, une grande sécheresse obligèrent les anasazis à se disperser ; le groupe mené par Pierre atteint Cahokia, la plus importante des villes des civilisations établies sur le Mississippi, alors à son apogée.

### LesAztèquesavant la conquête
- Numéro(s) : 6 (4.6)
- Scénariste(s) :
- Réalisateur(s) :
- Diffusion(s) :
  -  France : 12 octobre 1992 sur France 3
- Résumé : En 1486, l'Empire aztèque domine un vaste territoire en Amérique centrale. Il dispose d'une organisation et des lois permettant de structurer toute la société. La vénération du Soleil est un des piliers de cette société, et les Mexicas, avec leurs alliés de Texcoco et de Tlacopan, partent régulièrement en guerre pour offrir des sacrifices humains à leurs dieux. Pierre et Le Gros vivent avec leur famille comme paysans, non loin de la capitale Tenochtitlan.
- Anecdotes : le mythe de la fondation de Tenochtitlan : le dieu Huitzilopochtli aurait indiqué le lieu où construire la cité, là où un aigle mangerait un serpent sur un cactus ; le mythe de l'exil du dieu Quetzalcóatl, dieu à la peau blanche et refusant les sacrifices humains, qui s'est fait ensorceler par Tezcatlipoca en buvant une boisson, et qui a fui vers l'est, et dont les Mexicas attendent le retour

### Le rêve obstiné deChristophe Colomb
- Numéro(s) : 7 (4.7)
- Scénariste(s) :
- Réalisateur(s) :
- Diffusion(s) :
  -  France : 14 octobre 1992 sur France 3
- Résumé : En 1466, alors que l'Espagne est pleine Reconquista, une jeune princesse de 16 ans, Isabelle est promise au frère du marquis de Villena, Pedro Girón (es). Mais celui-ci meurt quelques instants avec le mariage. Trois ans plus tard, contre l'avis du roi Henri IV de Castille, elle épouse en secret Ferdinand d'Aragon : ils deviendront les Rois Catholiques. À la même époque, un jeune matelot, Christophe Colomb, s'intéresse aux récits de marins racontant l'existence d'une terre, Cathay, au-delà de l'Atlantique.
- Anecdotes : le Frère Pérez (es), confident d'Isabelle, a effectivement appuyé la demande de Colomb pour partir en expédition ; c'est sur la colline le Soupir du Maure, que la mère de Boabdil lui aurait dit "Pleurs mon fils comme une femme, ce royaume que tu n'as pas su défendre comme un homme" ; la controverse veut que ce soit Alonso de Huelva (qui informa Colomb de ses découvertes) qui aurait donc été le premier à découvrir l'Amérique

### L'Amérique!
- Numéro(s) : 8 (4.8)
- Scénariste(s) :
- Réalisateur(s) :
- Diffusion(s) :
  -  France : 21 octobre 1992 sur France 3
- Résumé : En mai 1492, Christophe Colomb arrive à Palos de la Frontera dans le but de réquisitionner des navires. Il rencontre les frères Pinzón, propriétaires de la Pinta et de la Niña. Avec la Santa Maria, l'expédition quitte l'Espagne le 3 août dans le but d'atteindre Cipango.
- Anecdotes : l'épisode laisse sous-entendre les relations tendues ainsi que le travail fourni par les frères Pinzón, un épisode de Il était une fois... les Explorateurs retracera mieux leurs parcours

### Cortéset lesAztèques
- Numéro(s) : 9 (4.9)
- Scénariste(s) :
- Réalisateur(s) :
- Diffusion(s) :
  -  France : 28 octobre 1992 sur France 3
- Résumé : En 1519, Magellan commence son tour du monde. Un an plus tôt, à Cuba, Hernando Cortés est chargé de conquérir le Mexique. Au fur et à mesure que les Espagnols s'enfoncent dans les terres, ils rassemblent autour d'eux les peuples indigènes soumis au pouvoir des Aztèques.
- Anecdotes : plusieurs personnalités historiques sont vues dans cet épisode : le Gouverneur Velázquez, les capitaines de Cortés (Bernal Diaz (qui écrira l'histoire de la conquête), Alvarado (resté célèbre en utilisant sa lance comme une perche pour sauter au-dessus du pont lors de la Noche Triste), Alonso et Sandoval), Aguilar (qui rejoignit l'expédition après sept ans de captivité), Doña Marina, Diego de Ordás (premier Européen à avoir escaladé le Popocatepetl)

### Que viva Mexico!
- Numéro(s) : 10 (4.10)
- Scénariste(s) :
- Réalisateur(s) :
- Diffusion(s) :
  -  France : 11 novembre 1992 sur France 3
- Résumé : Le 8 novembre 1519, l'expédition menée par Cortés rentre dans Tenochtitlan où les conquistadors sont bien accueillis. Mais rapidement des tensions apparaissent entre les espagnols et les aztèques, jusqu'à ce qu'ils se retrouvent assiégés dans le palais d'Axaycatl.
- Anecdotes : on voit les derniers dirigeants de l'Empire aztèque Moctezuma II et Cuauhtémoc ; la Noche Triste (la triste nuit en français) est le nom de la bataille où les espagnols fuirent la ville pendant la nuit ; au cours de la Bataille d'Otumba, c'est le soldat Juan de Salamanca qui tua le chef aztèque Matlatzincátzin qui provoqua, avec la charge de cavalerie, la déroute des indiens

### Pizarreet l'empire Inca
- Numéro(s) : 11 (4.11)
- Scénariste(s) :
- Réalisateur(s) :
- Diffusion(s) :
  -  France : 18 novembre 1992 sur France 3
- Résumé : En 1528, Francisco Pizarre est enfermé pour dette. Celui-ci, associé avec Diego de Almagro et le Père Hernando de Luque, a effectué plusieurs expéditions de Panama jusqu'à Tumbes. En 1530, Charles Quint le charge de conquérir le Pérou, un empire en pleine guerre de succession.
- Anecdotes : Pizarre était secondé par ses trois frères Hernando, Juan et Gonzalo et par Hernando de Soto ; Felipillo serait responsable de l'échec des négociations lors de la rencontre de Cajamarca en déformant volontairement les traductions

### Jacques Cartier
- Numéro(s) : 12 (4.12)
- Scénariste(s) :
- Réalisateur(s) :
- Diffusion(s) :
  -  France : 2 décembre 1992 sur France 3
- Résumé : Même si la France de François Ier était une des plus grandes puissances d'Europe, elle ne s'intéressa que tardivement au nouveau monde. En 1524, Giovanni da Verrazzano est missionné par le Roi pour explorer les terres d'Amérique du Nord. En 1534, Jacques Cartier quitte Saint-Malo avec deux navires dans le but de découvrir un passage au nord du continent.
- Anecdotes : les deux fils du chef Donnacona s'appelait Taignoagny et Domagaya

### L'époque desconquistadors
- Numéro(s) : 13 (4.13)
- Scénariste(s) :
- Réalisateur(s) :
- Diffusion(s) :
  -  France : 9 décembre 1992 sur France 3
- Résumé : Le XVIe siècle a été marqué par les conquistadors, espagnols ou portugais, qui comptaient parmi les plus grands soldats, explorateurs et aventuriers de l'Histoire. Tous, après avoir connu la gloire, furent victimes d'une étrange malédiction. Poussés par les rumeurs de l'existence de cité en or, ils ont risqué leur vie pour quelques poignées d'or,
- Anecdotes : le guide de Coronado, surnommé Le Turc, ignorait le chemin à prendre et il finit exécuté ; cet épisode résume les différents autres voyages des conquistadors espagnols ainsi que leur fin tragique à tous : Christophe Colomb (découvreur de l'Amérique et qui mourut seul et abandonné de tous), Cortés (conquérant du l'Empire aztèque et mort dans la misère et la disgrâce), Francisco Pizarre (conquérant du l'Empire inca et assassiné), ses frères Juan (lapidé par les indiens) et Gonzalo (arrêté et décapité), Almagro (assassiné dans sa cellule), son fils Almagro le jeune (arrêté et décapité), Alvarado (conquérant du l'Empire aztèque, mort en expédition au Honduras), mais aussi Balboa, (découvreur du Pacifique, arrêté et décapité), Ponce de León (découvreur de la Floride qui mourut de ses blessures après une attaque indienne), Narváez (explorateur de l'intérieur du continent et porté disparu en mer), de Vaca (qui a passé sept ans avec les Indiens, cherchant à rejoindre le Mexique, arrêté et exilé), de Soto (conquérant du l'Empire inca et découvreur du Mississippi, emporté par les fièvres sur les rives du fleuves), de Coronado (rentré épuisé après l'échec de son exploration)

### Champlain
- Numéro(s) : 14 (4.14)
- Scénariste(s) :
- Réalisateur(s) :
- Diffusion(s) :
  -  France : 16 décembre 1992 sur France 3
- Résumé : En 1603, le roi Henri IV, charge une expédition d'explorer davantage le Canada, pour la première fois depuis Jacques Cartier. Champlain accompagne François Gravé dit Pont-Gravé dans ce voyage. Durant plusieurs années, ils vont explorer les terres, fonder des colonies, comme la ville de Québec, et découvrir les Grands Lacs à la recherche d'un passage vers l'ouest.
- Anecdotes : l'Habitation de Québec furent les premiers bâtiments de la ville, dessinés par Champlain

### L'Angleterre et lestreize colonies
- Numéro(s) : 15 (4.15)
- Scénariste(s) :
- Réalisateur(s) :
- Diffusion(s) :
  -  France : 6 janvier 1993 sur France 3
- Résumé : En 1579 et 1584, plusieurs colonies anglaises furent fondées en l'Amérique de Nord : la Nouvelle-Albion et la Colonie de Roanoke, mais elles disparurent. À partir de 1606, d'autres colonies furent fondées : la Virginie, le Massachusetts (par les puritains du Mayflower), le Connecticut, Rhode Island, le New Hampshire, le Maryland, les Carolines du Nord et du Sud, New York, le New Jersey, le Delaware, la Pennsylvanie et plus tardivement la Géorgie. Chacune était indépendante des autres et possédait ses propres lois.
- Anecdotes : l'arrestation de l'agitateur Morton (en) ; la Thanksgiving ; l'histoire de Pocahontas est vue dans cet épisode du point de vue anglais

### LesIndiensauXVIIesiècle
- Numéro(s) : 16 (4.16)
- Scénariste(s) :
- Réalisateur(s) :
- Diffusion(s) :
  -  France : 13 janvier 1993 sur France 3
- Résumé : Dans le Nouveau-Mexique les indiens Pueblos, sont en lutte contre les Espagnols et les Apaches. Chassés, Pierre, Le Gros et Mila migrent vers l'est jusqu'à être recueillit en 1607 par les Powhatans. Quelques années plus tard, en 1654, les Delawares sont chassés par les Hollandais et les Iroquois. En 1670, les Wampanoags luttent contre les Anglais.
- Anecdotes : l'histoire de Pocahontas est vue dans cet épisode du point de vue indien ; plusieurs chefs indiens sont suivis dans cet épisode : le Chef Powhatan, Opchanacanough, le Roi Philip

### Les Indiens auXVIIIesiècle
- Numéro(s) : 17 (4.17)
- Scénariste(s) :
- Réalisateur(s) :
- Diffusion(s) :
  -  France : 20 janvier 1993 sur France 3
- Résumé : Au début du XVIIIe siècle, de grands espaces à l'ouest du Mississippi n'ont pas encore été explorés par l'homme blanc. C'est dans ces lieux, les Grandes plaines, que vivent de nombreuses tribus peaux-rouges. Nous suivons une de ces tribus menée par Maestro, où la chasse aux bisons reste la principale activité et où l'arrivée de chevaux, modifie leur mode de déplacements.

### La fin du rêve français
- Numéro(s) : 18 (4.18)
- Scénariste(s) :
- Réalisateur(s) :
- Diffusion(s) :
  -  France : 27 janvier 1993 sur France 3
- Résumé : En 1667, René-Robert Cavelier de La Salle arrive en Nouvelle-France. Son rêve est de développer le Canada, et d'explorer le continent. Malgré le sort s'acharnant contre lui, il effectue plusieurs voyages qui lui permettront de découvrir la Louisiane. Mais la rivalité avec les anglais et le manque d’intérêt de la France, conduiront à la fin de la présence française en Amérique du Nord.

### Les treize colonies vers l'indépendance
- Numéro(s) : 19 (4.19)
- Scénariste(s) :
- Réalisateur(s) :
- Diffusion(s) :
  -  France : 3 février 1993 sur France 3
- Résumé : En 1750, les treize colonies sont complètement désunies. Les grands propriétaires terriens de sud s'opposent aux paysans du nord, ceux qui vivent à la frontière aux marchands de la côte. Mais Benjamin Franklin, un homme de lettres, inventeur et scientifique, va essayer de réunir, ces colons que tout oppose, alors que l'Angleterre établit de nouvelles taxes aux colonies.
- Anecdotes : la Boston Tea Party fut l'un des évènements majeurs conduisant aux affrontements ; les Minutemen furent les premiers à s'opposer aux troupes britanniques

### Laguerre d'indépendance
- Numéro(s) : 20 (4.20)
- Scénariste(s) :
- Réalisateur(s) :
- Diffusion(s) : 10 février 1993 sur France 3
  -  France :
- Résumé : En 1775, après la Bataille de Lexington, le Congrès continental proclame George Washington général en chef de l'Armée continentale. Celui-ci possède une grande expérience acquise durant la guerre de Sept ans. Avec des hommes issus de plusieurs États, sans armes, ni entraînement, ils vont tenter de lutter contre les britanniques pour gagner leur liberté.
- Anecdotes : La Fayette, envoyé par la France a eu un rôle déterminent dans la guerre

### Le bois d'ébène (Latraite des Noirs)
- Numéro(s) : 21 (4.21)
- Scénariste(s) :
- Réalisateur(s) :
- Diffusion(s) :
  -  France : 17 février 1993 sur France 3
- Résumé : En 1808, la traite négrière est interdite aux États-Unis. Au même moment, en Afrique, les six enfants d'un village, dont Pierrot, Petit Gros, Pierrette et Psi, sont capturés par les mercenaires d'un royaume de la côte et sont vendus comme esclave à un négrier français.

### Les pionniers
- Numéro(s) : 22 (4.22)
- Scénariste(s) :
- Réalisateur(s) :
- Diffusion(s) :
  -  France : 24 février 1993 sur France 3
- Résumé : Au début du XIXe siècle, les États-Unis vont connaître une expansion vers l'Ouest. Des aventuriers, les pionniers, seront à l'avant-garde de cette expansion. Daniel Boone explora le Kentucky, puis les pionniers se sont également battus au Texas espagnol, et d'autres ont émigré jusqu'en Oregon.
- Anecdotes : Davy Crockett participa à la défense de Fort-Alamo

### Simon Bolivar
- Numéro(s) : 23 (4.23)
- Scénariste(s) :
- Réalisateur(s) :
- Diffusion(s) :
  -  France : 3 mars 1993 sur France 3
- Résumé : En 1804, le jeune Bolivar, né à Caracas, fait ses études à Paris. Quelques années après, il rentre au Venezuela où une rébellion contre les espagnols a lieu. Nommé Colonel, et avec quelques hommes de confiance, il va libérer tout le continent d'Amérique du Sud sous la tutelle espagnole, en tentant d'unifier tous les pays dans une grande fédération.
- Anecdotes : Simón Rodríguez est connu pour avoir été le mentor de Bolivar ; lors de la Conspiration de septembre, Manuela Sáenz suggéra à Bolivar de s'échapper par la fenêtre ; lorsque Bolivar et Rodriguez assistent au sacre de Napoléon, il est vu d'après le tableau de David

### Laruée vers l'or
- Numéro(s) : 24 (4.24)
- Scénariste(s) :
- Réalisateur(s) :
- Diffusion(s) :
  -  France : 10 mars 1993 sur France 3
- Résumé : En 1848, James Marshall découvre de l'or en Californie. Aussitôt des milliers de personnes se ruent vers San Francisco. Frédéric, venant de Manhattan, rencontre Peter, de l'Oregon. Rapidement ils s'associent, et aidés de Maestro un colporteur, ils cherchent à trouver de l'or dans leurs concessions.

### La fin du peuple indien
- Numéro(s) : 25 (4.25)
- Scénariste(s) :
- Réalisateur(s) :
- Diffusion(s) :
  -  France : 17 mars 1993 sur France 3
- Résumé : Dès 1804 et l'expédition de Lewis et Clark, les américains ont cherché à étendre leurs territoires vers l'Ouest. Empiétant sur la terre des indiens, ceux-ci résistent. Ainsi les cherokees furent expulsés. Après le voyage de John Frémont en 1850, les colons s'installèrent au sud sur les territoires apaches où Cochise s'opposa à eux. Plus au nord, avec la création de la Piste Bozeman, les sioux et leurs chefs Nuage Rouge, Crazy Horse et Sitting Bull furent chassés.
- Anecdotes : un épisode de Il était une fois... les Explorateurs retracera mieux le voyage de Lewis et Clark ; l'épisode redessine la bataille de Little Big Horn d'après le tableau existant

### America... America!
- Numéro(s) : 26 (4.26)
- Scénariste(s) :
- Réalisateur(s) :
- Diffusion(s) :
  -  France : 24 mars 1993 sur France 3
- Résumé : En 1860, les États-Unis sont partagés entre les États du Nord et ceux du Sud esclavagistes. Nat Black, un esclave de Virginie, s'échappe et fait la connaissance en Pennsylvanie de Ben White. Quelque temps plus tard, ils s'engagent dans les rangs de l'Union lors de la guerre de Sécession. Après la guerre, dans le Sud, se forme le Ku Klux Klan. À l'Est de nouveaux immigrants arrivent tous les jours, formant la nation que nous connaissons aujourd'hui.